# 奎牙镇
奎牙镇，是中华人民共和国新疆维吾尔自治区和田地區墨玉县下辖的一个乡镇级行政单位。
2013年，新疆维吾尔自治区人民政府批复同意撤销奎牙乡建制，设立奎牙镇。

## 行政区划
奎牙镇下辖以下地区：
塔勒维兰村、达汗村、帕万村、苏安巴村、得尔维希村、喀克勒克村、喀热库祖克村、阔什艾日克村、奎牙村、萨亚特村、其甫坎村、哈鲁村、都先拜巴扎村、古勒其村、阿其克乌依村、阿特艾格勒村、巴什喀依古鲁克村、阿亚克喀依古鲁克村、欧吐拉喀依古鲁克村、且买克来村、阔什科瑞克村、尕对村、依勒瓦村、帕合太克村、喀热拉村、玉吉米力克村、巴什阿其玛村、欧吐拉阿其玛村、阿亚克阿其玛村和交通村。